# Wales (Massachusetts)
Wales – miasto w Stanach Zjednoczonych, w stanie Massachusetts, w hrabstwie Hampden.